# Mestre Bimba
Manoel dos Reis Machado, também conhecido como Mestre Bimba (Salvador, 23 de novembro de 1900 – Goiânia, 5 de fevereiro de 1974), foi um mestre brasileiro de capoeira e, criador da Luta Regional Baiana, mais tarde chamada de capoeira regional.

## Biografia
Mestre Bimba nasceu em Salvador em 1900. Trabalhou como minerador de carvão antes de criar a capoeira regional.
Ao perceber que a capoeira estava perdendo seu valor cultural e enfraquecendo enquanto luta, Mestre Bimba misturou elementos da Capoeira Tradicional com o batuque (luta do Nordeste Brasileiro extinta com o passar do tempo) criando assim um novo estilo de luta com praticidade na vida, com movimentos mais rápidos e acompanhada de música. Assim conquistou todas as classes da sociedade. Foi um excelente lutador e acima de tudo um grande educador, foi o responsável por tirar a capoeira da marginalidade. 

## A capoeira
Praticantes dessa arte se denominam "capoeiristas", pois, para eles, a capoeira é um estilo de vida – ser, pensar, agir como a  arte da capoeira.
Bimba impunha regras para os praticantes da capoeira regional, sendo elas:
- Não beber e não fumar. Pois os mesmos alteravam o desempenho e a consciência da capoeira;
- Evitar demonstrações de todas as técnicas, pois a surpresa é a principal arma dessa arte;
- Praticar os fundamentos todos os dias;
- Não dispersar durante as aulas;
- Manter o corpo relaxado e o mais próximo do seu adversário possível, pois dessa forma a capoeira desenvolveria mais.

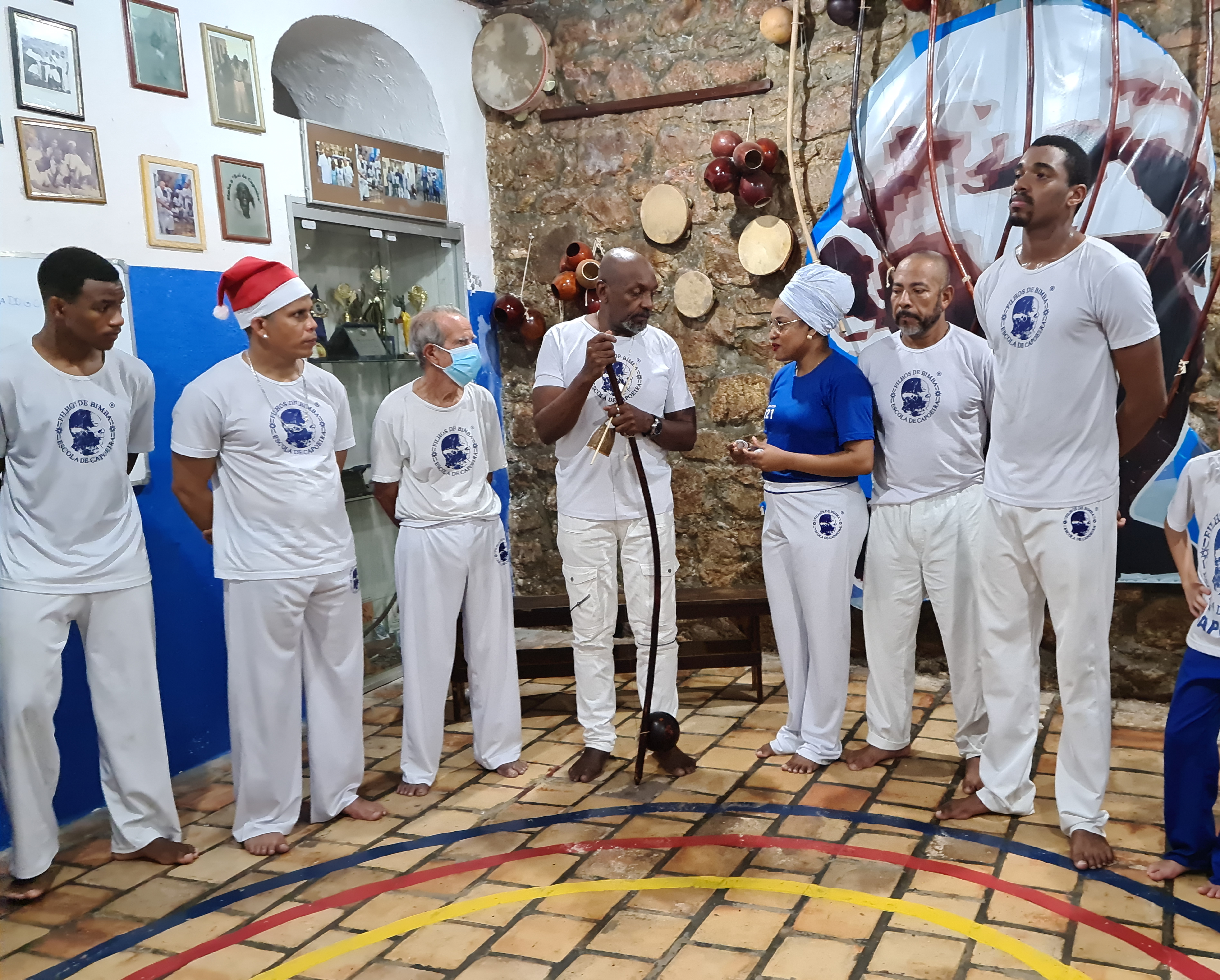
Fundação Mestre Bimba em 2022

No vídeo "Relíquias da Capoeira: Depoimento do Mestre Bimba", um documento audiovisual em VHS produzido por Bruno Farias, onde Bimba comenta os motivos que o fizeram se mudar para Goiânia, onde ele conseguiu mais apoio financeiro. Posteriormente, em uma reunião de especialistas em capoeira no Rio de Janeiro, explica-se mais sobre o nome do esporte, sobre a criação da capoeira regional e sobre este mestre. A versão original do vídeo, veiculada em 2006 pela extinta PAM TV Florianópolis (antigo canal 17 da TVA) acabou sendo extraviado. Porém, recentemente, o jornalista Bruno Farias encontrou no acervo da emissora uma amostra de 2 minutos deste documento audiovisual, e assim escreveu uma matéria sobre o assunto, publicada no site da Revista de História da Biblioteca Nacional, junto à referida amostra.
O 119º aniversário do Mestre Bimba foi objeto de homenagem com um "Doodle" na maior empresa transnacional de serviços online, a Google..
Há diversa produção de livros, artigos e outras matérias sobre Mestre Bimba. Em 2023 foi lançado o alentado estudo de mais de 500 páginas intitulado "Mestre Bimba: o sonho de Salomão", de João Paulo de Araújo Pereira (João Pitoco) [Cajazeiras: Editora Arribaçã, 2023]. 

## Fundação Mestre Bimba
A Fundação Mestre Bimba é a principal instituição de capoeira regional de Salvador. Responsável pela manutenção do legado do Mestre Bimba, a fundação está sediada no Centro Histórico de Salvador, e foi criada em 30 de novembro de 1993, sendo oficializada em 30 de novembro de 1994.